# گروپو بیمبو
گروپو بیمبو (به اسپانیایی: Grupo Bimbo) شرکت صنایع غذایی مکزیکی است، که بزرگترین توزیع و تولیدکننده نان در مکزیک می‌باشد.
این شرکت یکی از پیشروهای جهانی پخت انواع نان با مارک‌های تجاری در آمریکا، آسیا و اروپا است. در سال ۲۰۱۰ میلادی ، عایدی گروه بیمبو ۹،۴۸۱ میلیارد دلار بود. این شرکت بیش از ۸،۰۰۰ محصول مختلف تحت بیش از ۱۵۰ برند تولید می‌کند.